# 휴비스
휴비스(HUVIS)는 SK신텍과 삼양홀딩스가 공동 출자하여 화학섬유 부분을 독립시킨 합작 법인이다. 폴리에스테르를 주력으로 생산하는 기업으로, 의류에 사용되는 폴리에스테르 장섬유(FY)와 산업용으로 사용되는 폴리에스테르 단섬유(SF)를 생산한다.
최대주주는 삼양홀딩스(25.5%)와 SK신텍(25.5%)이다.
2014년 현재 시가총액 4,000억원 가량의 규모로, 매분기 100억 안팎의 이익으로 흑자를 보고 있는 기업이다. 코스피200 지수 구성 종목이다.
2014년 11월 21일 국내 발전용수 수처리 1위기업인 한국정수공업을 인수하여 사명을 휴비스워터로 변경하였다.

## 역사
- 2000년 회사설립
- 2001년 섬유와 섬유를 접착하는 용도의 산업용 섬유인 ‘로멜팅 화이버가 세계일류상품 산업부장관상을 수상했다.
- 2002년 중국 사천성 자공시에 사천휴비스화섬유한공장을 세우고
- 2004년 반영구적인 항균기능을 갖춘 섬유소재 ‘미라웨이브 쿨’을 출시했으며, 12월에는 잠재권축성 스트레치 원사(SSY)가 세계일류상품 산업부장관상을 수상하였고
- 2005년 대전 R&D공장을 준공했으며
- 2012년 유가증권시장에 주식을 상장했다
- 2018년 해외투자 및 해외자회사 관리를 위해 (주)휴비스글로벌을 설립하였고, 11월에는 휴비스의 자회사인 휴비스워터와 종합환경 전문기업 TSK코퍼레이션이 포괄적 주식교환 방식으로 통합하는 계약을 체결했다.